# Calamus pseudotenuis
Calamus pseudotenuis là loài thực vật có hoa thuộc họ Arecaceae. Loài này được Becc. mô tả khoa học đầu tiên năm 1892.